# Alveopora tizardi
Alveopora tizardi är en korallart som beskrevs av Bassett-Smith 1890. Alveopora tizardi ingår i släktet Alveopora och familjen Poritidae. IUCN kategoriserar arten globalt som livskraftig. Inga underarter finns listade i Catalogue of Life.